# Chevalier (film)
Chevalier è un film del 2022 diretto da Stephen Williams.
La pellicola è incentrata sulla figura di Joseph Boulogne Chevalier de Saint-George, uno dei primi compositori e musicisti di ascendenza africana ad affermarsi nel panorama europeo del XVIII secolo.

## Trama
Verso la fine degli anni 1770 Mozart visita Parigi. Sta esibendosi sul palco quando un uomo di colore che si presenta come Joseph Bologne chiede di accompagnarlo nell'esecuzione del Concerto per violino n .5. Inizialmente, sia Mozart che il pubblico sottovalutano Joseph, ma una volta che li impressiona con la sua esibizione, i due musicisti eseguono pezzi di cadenza combattiva, che si concludono con un trionfo per Joseph.
Joseph nasce in Guadalupa da Georges de Bologne, un proprietario di schiavi bianco francese, e Nanon, una giovane schiava di origine africana, nella piantagione di Bologne. Da bambino, Joseph viene portato in un collegio a Parigi dopo che suo padre nota le sue abilità nella musica, nella danza e nella scherma. Joseph viene molestato, preso in giro e maltrattato da molti dei suoi coetanei bianchi e insegnanti bianchi, ma eccelle nei suoi studi di violino e composizione. Alla corte reale, Maria Antonietta è impressionata dopo averlo visto vincere una gara di scherma e gli conferisce il titolo di "Chevalier" (in francese "cavaliere") de Saint-Georges. Saint-Georges diventa un compagno preferito della regina ed è un membro popolare della corte. Saint-Georges attira anche l'attenzione di molte pretendenti, in particolare Marie-Madeleine Guimard, ma si innamora di Marie-Joséphine.
Saint-Georges cerca di diventare il direttore dell'Opéra di Parigi, ma il comitato in carica favorisce un rivale, Christoph Willibald Gluck. Si rivolge alla cugina di Marie-Joséphine, Stéphanie Félicité, contessa di Genlis, che accetta di produrre un'opera da lui scritta per dimostrare il suo talento. Marie-Joséphine accetta di essere la cantante principale della sua opera, anche se suo marito, Marc-René de Montalembert, si rifiuta di permetterle di esibirsi. Lei dirige comunque l'opera e inizia una relazione con Saint-Georges.
Dopo la morte del padre, la madre di Saint-Georges viene liberata dalla schiavitù e lui paga perché lo raggiunga a Parigi. Tuttavia, lentamente inizia a provare risentimento nei confronti della madre, che lo vede come qualcuno che rifiuta il suo vero sé per compiacere la società dominata dai bianchi che lo circonda. È anche ambivalente nei confronti del crescente malcontento sociale, del discorso intellettuale e della grande popolazione nera che lo circonda a Parigi.
Maria Antonietta informa Saint-Georges che il comitato non lo sceglierà mai perché nessun artista lavorerebbe sotto un uomo di colore. Si rifiuta di difenderlo e di compromettere la propria posizione tra la nobiltà. Saint-Georges assiste al debutto di Gluck e beve molto. Dopo aver insultato pubblicamente Gluck, Guimard e la Regina, Marc-René lo fa trattenere e picchiare per aver disonorato la moglie. Mesi dopo, Marie-Joséphine dà alla luce un bambino meticcio; il neonato viene ucciso per ordine del marito. Ora emarginato dall'alta società, Saint-Georges stringe amicizia con la madre e abbraccia la sua vera eredità.
Mentre inizia la Rivoluzione francese, Saint-Georges organizza un concerto per raccogliere fondi per la fazione anti-monarchica. Marie-Joséphine e Marie Antoinette gli fanno visita separatamente, ma lui rifiuta i loro tentativi di riconquistare la sua amicizia. La regina minaccia di revocare il suo status di cavaliere e di farlo arrestare se mette in scena il suo concerto. Saint-Georges suona comunque il concerto, con i suoi capelli naturali non più nascosti da una parrucca incipriata, e viene quasi arrestato da Marc-René. Tuttavia, il pubblico si ribella agli ufficiali e Marc-René è costretto a lasciarlo andare. Saint-Georges esce, superando la regina e i dimostranti.
Un epilogo testuale rivela che, nel 1802, Napoleone proibì le produzioni musicali di Chevalier e ripristinò la schiavitù nelle colonie francesi .

## Produzione
Le riprese si sono svolte a Praga tra il 7 settembre e il november 2021.

## Distribuzione
Il film ha avuto la sua prima l'11 settembre 2022 in occasione del Toronto International Film Festival. La distribuzione nelle sale era originariamente prevista per il 7 aprile 2023 ma è stata posticipata al 21 aprile seguente. In Italia è disponibile in streaming dal 16 giugno 2023 su Disney+.